# (13168) Danoconnell
(13168) Danoconnell (1995 XW) – planetoida z grupy pasa głównego asteroid okrążająca Słońce w ciągu 4,27 lat w średniej odległości 2,63 j.a. Odkryta 6 grudnia 1995 roku.